# Amt Marne-Nordsee
L’ amt Marne-Nordsee est un amt, c'est-à-dire une forme d'intercommunalité du Schleswig-Holstein, dans l'arrondissement de Dithmarse, dans le Nord de l'Allemagne. Il regroupe 13 municipalités et 13 183 habitants (en décembre 2018).

## Source de la traduction
- (de) Cet article est partiellement ou en totalité issu de l’article de Wikipédia en allemand intitulé « Amt Marne-Nordsee » (voir la liste des auteurs).